# Automaboulisme et Autorité
Automaboulisme et Autorité er en fransk stumfilm fra 1899 af Georges Méliès.